# Steektermolen
De Steektermolen is een wipmolen ongeveer 1 km ten westen van Zwammerdam, ten zuiden van de Oude Rijn. De molen is sinds 1 juli 2018 eigendom van de Rijnlandse Molenstichting, voorheen was het eigendom van het Hoogheemraadschap van Rijnland, waterschap Wilck en Wiericke. De poldermolen bemaalde de polder Steekt en doet dit tegenwoordig op vrijwillige basis.
De wipmolen uit vermoedelijk 1597, werd gebouwd na het verdwijnen van een molen uit 1486 welke vlak aan de Steekterweg stond. De huidige molen had eerst een waterscheprad. In 1963 werd het omgebouwd tot vijzelmolen, waarbij een elektromotor als tweede krachtbron werd toegevoegd. De woonruimte keerde niet terug. De Steektermolen is uitgerust met een ijzeren as en roeden en slaat uit op de Rijn via een voorboezem van 500 meter.